# Raúl Chau
Raúl Antonio Chau Quispe (ur. 15 września 1967 w Limie) – Peruwiański duchowny rzymskokatolicki, biskup pomocniczy Arequipy od 2019.

## Życiorys
Święcenia kapłańskie otrzymał 16 lipca 1998. Był wikariuszem stołecznej parafii św. Róży oraz sekretarzem arcybiskupów Limy.
30 stycznia 2009 papież Benedykt XVI mianował go biskup pomocniczym Limy ze stolicą tytularną Aveia. Sakry biskupiej udzielił mu 19 kwietnia 2009 kardynał Juan Luis Cipriani Thorne.
4 lipca 2019 papież Franciszek przeniósł go na urząd biskupa pomocniczego Arequipy.